# Sobieraj
Sobieraj (prononciation : [sɔˈbjɛrai̯]) est un village polonais de la gmina de Lubniewice dans le powiat de Sulęcin de la voïvodie de Lubusz dans l'ouest de la Pologne.
Il se situe à environ 6 kilomètres à l'ouest de Lubniewice (siège de la gmina), 7 kilomètres au nord-est de Sulęcin (siège du powiat), 27 kilomètres au sud de Gorzów Wielkopolski (capitale de la voïvodie) et 66 kilomètres au nord de Zielona Góra (siège de la diétine régionale).

## Histoire
Après la Seconde Guerre mondiale, avec la mise en œuvre de la ligne Oder-Neisse, le village est intégré à la République populaire de Pologne. La population d'origine allemande est expulsée et remplacée par des polonais.
De 1975 à 1998, le village appartenait administrativement à la voïvodie de Gorzów.

Depuis 1999, il appartient administrativement à la voïvodie de Lubusz